# Temporada 1991-92 de los Indiana Pacers
La temporada 1991-92 fue la decimosexta de los Indiana Pacers en la NBA, tras la fusión de la liga con la ABA, donde había jugado nueve temporadas más. La temporada regular acabó con 40 victorias y 42 derrotas, ocupando el séptimo puesto de la conferencia Este, clasificándose para los playoffs en los que cayeron en primera ronda ante Boston Celtics.

## Elecciones en elDraft
| Ronda | Puesto | Jugador    | Posición  | Nacionalidad   | Universidad |
| ----- | ------ | ---------- | --------- | -------------- | ----------- |
| 1     | 13     | Dale Davis | Ala-Pívot | Estados Unidos | Clemson     |
| 2     | 41     | Sean Green | Escolta   | Estados Unidos | Iona        |

## Temporada regular
| División Central      | División Central | División Central | División Central | División Central | División Central | División Central | División Central | División Central |
| Equipo                | G                | P                | %                | PD               | Casa             | Fuera            | Div              |                  |
| --------------------- | ---------------- | ---------------- | ---------------- | ---------------- | ---------------- | ---------------- | ---------------- | ---------------- |
| y-Chicago Bulls       | 67               | 15               | .817             | —                | 36–5             | 31–10            | 22–6             |                  |
| x-Cleveland Cavaliers | 57               | 25               | .695             | 10               | 35–6             | 22–19            | 21–7             |                  |
| x-Detroit Pistons     | 48               | 34               | .585             | 19               | 25–16            | 23–18            | 15–13            |                  |
| x-Indiana Pacers      | 40               | 42               | .488             | 27               | 26–15            | 14–27            | 13–15            |                  |
| Atlanta Hawks         | 38               | 44               | .463             | 29               | 23–18            | 15–26            | 7–21             |                  |
| Milwaukee Bucks       | 31               | 51               | .378             | 36               | 25–16            | 6–35             | 10–18            |                  |
| Charlotte Hornets     | 31               | 51               | .378             | 36               | 22–19            | 9–32             | 10–18            |                  |

## Playoffs

### Primera ronda
Boston Celtics  vs. Indiana Pacers
| Fecha       | Partido                                | Ciudad       |
| ----------- | -------------------------------------- | ------------ |
| 23 de abril | Boston Celtics 124, Indiana Pacers 113 | Boston       |
| 25 de abril | Boston Celtics 119, Indiana Pacers 112 | Boston       |
| 27 de abril | Indiana Pacers 98, Boston Celtics 102  | Indianapolis |
|             | Boston Celtics gana las series 3-0     |              |

## Estadísticas

### Temporada regular
| Rk | Jugador          | Edad | P  | PT | MP   | TC  | TCI  | %TC  | T3  | T3I | %T3   | TL  | TLI | %TL  | RO  | RD  | RT  | AS  | RB  | TAP | BP  | FP  | PTS  |
| -- | ---------------- | ---- | -- | -- | ---- | --- | ---- | ---- | --- | --- | ----- | --- | --- | ---- | --- | --- | --- | --- | --- | --- | --- | --- | ---- |
| 1  | Reggie Miller    | 26   | 82 | 82 | 38.0 | 6.9 | 13.7 | .501 | 1.6 | 4.2 | .378  | 5.4 | 6.3 | .858 | 1.0 | 2.9 | 3.9 | 3.8 | 1.3 | 0.3 | 1.9 | 2.6 | 20.7 |
| 2  | Chuck Person     | 27   | 81 | 81 | 36.1 | 7.6 | 15.9 | .480 | 1.6 | 4.4 | .373  | 1.6 | 2.4 | .675 | 1.4 | 3.9 | 5.3 | 4.7 | 0.8 | 0.2 | 2.7 | 3.0 | 18.5 |
| 3  | Micheal Williams | 25   | 79 | 76 | 34.8 | 5.1 | 10.4 | .490 | 0.1 | 0.4 | .242  | 4.7 | 5.4 | .871 | 0.9 | 2.6 | 3.6 | 8.2 | 2.9 | 0.3 | 3.0 | 3.3 | 15.0 |
| 4  | Detlef Schrempf  | 29   | 80 | 4  | 32.6 | 6.2 | 11.6 | .536 | 0.3 | 0.9 | .324  | 4.6 | 5.5 | .828 | 2.5 | 7.1 | 9.6 | 3.9 | 0.8 | 0.5 | 2.4 | 3.6 | 17.3 |
| 5  | Rik Smits        | 25   | 74 | 55 | 23.9 | 5.9 | 11.6 | .510 | 0.0 | 0.0 | .000  | 2.1 | 2.6 | .788 | 1.7 | 4.0 | 5.6 | 1.6 | 0.4 | 1.4 | 1.8 | 3.1 | 13.8 |
| 6  | Vern Fleming     | 29   | 82 | 6  | 21.2 | 3.6 | 7.4  | .482 | 0.1 | 0.3 | .222  | 1.6 | 2.2 | .737 | 0.8 | 1.7 | 2.5 | 3.2 | 0.7 | 0.1 | 1.7 | 1.6 | 8.9  |
| 7  | Dale Davis       | 22   | 64 | 23 | 20.3 | 2.4 | 4.4  | .552 | 0.0 | 0.0 | .000  | 1.4 | 2.4 | .572 | 2.5 | 3.9 | 6.4 | 0.5 | 0.4 | 1.2 | 0.8 | 3.0 | 6.2  |
| 8  | George McCloud   | 24   | 51 | 5  | 17.5 | 2.5 | 6.1  | .409 | 0.6 | 1.8 | .340  | 1.0 | 1.3 | .781 | 0.9 | 1.7 | 2.6 | 2.3 | 0.5 | 0.2 | 1.2 | 1.9 | 6.6  |
| 9  | LaSalle Thompson | 30   | 80 | 49 | 16.2 | 2.1 | 4.5  | .468 | 0.0 | 0.0 | .000  | 0.7 | 0.9 | .817 | 1.2 | 3.5 | 4.8 | 1.3 | 0.7 | 0.4 | 1.2 | 2.6 | 4.9  |
| 10 | Jerome Lane      | 25   | 3  | 0  | 10.0 | 1.0 | 1.7  | .600 | 0.0 | 0.0 |       | 0.0 | 2.0 | .000 | 3.0 | 3.0 | 6.0 | 1.3 | 0.0 | 0.0 | 1.0 | 3.0 | 2.0  |
| 11 | Kenny Williams   | 22   | 60 | 6  | 9.4  | 1.9 | 3.6  | .518 | 0.0 | 0.1 | .000  | 0.4 | 0.7 | .605 | 1.1 | 1.1 | 2.2 | 0.7 | 0.3 | 0.7 | 0.4 | 1.7 | 4.2  |
| 12 | Greg Dreiling    | 29   | 60 | 23 | 8.5  | 0.7 | 1.5  | .494 | 0.0 | 0.0 | 1.000 | 0.5 | 0.7 | .750 | 0.4 | 1.2 | 1.6 | 0.4 | 0.2 | 0.3 | 0.5 | 2.1 | 2.0  |
| 13 | Mike Sanders     | 31   | 10 | 0  | 8.1  | 1.1 | 2.2  | .500 | 0.0 | 0.0 |       | 0.5 | 0.6 | .833 | 0.0 | 0.8 | 0.8 | 1.1 | 0.2 | 0.1 | 0.6 | 0.8 | 2.7  |
| 14 | Sean Green       | 21   | 35 | 0  | 7.3  | 1.8 | 4.5  | .392 | 0.1 | 0.3 | .200  | 0.4 | 0.8 | .536 | 0.6 | 0.6 | 1.2 | 0.6 | 0.4 | 0.2 | 0.8 | 0.9 | 4.0  |
| 15 | Randy Wittman    | 32   | 24 | 0  | 4.8  | 0.3 | 0.8  | .421 | 0.0 | 0.0 |       | 0.0 | 0.1 | .500 | 0.0 | 0.3 | 0.4 | 0.5 | 0.1 | 0.0 | 0.1 | 0.2 | 0.7  |

### Playoffs
| Rk | Jugador          | Edad | P | PT | MP   | TC  | TCI  | %TC  | T3  | T3I | %T3  | TL  | TLI  | %TL   | RO  | RD  | RT   | AS  | RB  | TAP | BP  | FP  | PTS  |
| -- | ---------------- | ---- | - | -- | ---- | --- | ---- | ---- | --- | --- | ---- | --- | ---- | ----- | --- | --- | ---- | --- | --- | --- | --- | --- | ---- |
| 1  | Reggie Miller    | 26   | 3 | 3  | 43.3 | 8.3 | 14.3 | .581 | 2.3 | 3.7 | .636 | 8.0 | 10.0 | .800  | 1.3 | 1.0 | 2.3  | 4.7 | 1.3 | 0.0 | 1.3 | 4.0 | 27.0 |
| 2  | Detlef Schrempf  | 29   | 3 | 0  | 40.0 | 6.0 | 15.7 | .383 | 0.7 | 1.3 | .500 | 8.3 | 9.3  | .893  | 4.0 | 9.0 | 13.0 | 2.3 | 0.7 | 0.3 | 2.3 | 3.3 | 21.0 |
| 3  | Chuck Person     | 27   | 3 | 3  | 39.3 | 6.3 | 15.7 | .404 | 1.7 | 5.0 | .333 | 2.7 | 4.0  | .667  | 0.3 | 2.7 | 3.0  | 2.3 | 0.7 | 0.0 | 2.0 | 3.7 | 17.0 |
| 4  | Micheal Williams | 25   | 3 | 3  | 35.3 | 6.0 | 14.3 | .419 | 1.0 | 3.0 | .333 | 3.7 | 5.0  | .733  | 0.3 | 2.3 | 2.7  | 8.0 | 3.0 | 0.0 | 2.3 | 4.0 | 16.7 |
| 5  | George McCloud   | 24   | 2 | 2  | 26.5 | 3.0 | 6.0  | .500 | 1.5 | 3.0 | .500 | 4.0 | 5.5  | .727  | 0.0 | 1.0 | 1.0  | 3.0 | 1.0 | 0.5 | 1.5 | 2.5 | 11.5 |
| 6  | Dale Davis       | 22   | 3 | 0  | 23.0 | 1.3 | 3.3  | .400 | 0.0 | 0.0 |      | 0.0 | 0.0  |       | 1.7 | 4.7 | 6.3  | 0.7 | 0.0 | 1.7 | 0.3 | 2.7 | 2.7  |
| 7  | LaSalle Thompson | 30   | 3 | 3  | 21.0 | 2.3 | 3.7  | .636 | 0.0 | 0.0 |      | 0.7 | 0.7  | 1.000 | 0.7 | 3.7 | 4.3  | 1.3 | 0.3 | 1.3 | 1.0 | 3.7 | 5.3  |
| 8  | Vern Fleming     | 29   | 3 | 0  | 17.0 | 3.3 | 6.0  | .556 | 0.0 | 0.0 |      | 0.3 | 1.0  | .333  | 0.0 | 0.7 | 0.7  | 2.0 | 1.0 | 0.0 | 1.3 | 1.7 | 7.0  |
| 9  | Rik Smits        | 25   | 3 | 1  | 9.3  | 1.3 | 3.7  | .364 | 0.0 | 0.0 |      | 0.7 | 0.7  | 1.000 | 1.0 | 1.0 | 2.0  | 0.0 | 0.7 | 0.3 | 1.0 | 2.3 | 3.3  |
| 10 | Greg Dreiling    | 29   | 1 | 0  | 3.0  | 0.0 | 0.0  |      | 0.0 | 0.0 |      | 0.0 | 0.0  |       | 0.0 | 0.0 | 0.0  | 0.0 | 0.0 | 0.0 | 0.0 | 2.0 | 0.0  |
| 11 | Sean Green       | 21   | 1 | 0  | 3.0  | 0.0 | 0.0  |      | 0.0 | 0.0 |      | 0.0 | 0.0  |       | 0.0 | 0.0 | 0.0  | 0.0 | 0.0 | 0.0 | 0.0 | 0.0 | 0.0  |
| 12 | Kenny Williams   | 22   | 1 | 0  | 1.0  | 0.0 | 0.0  |      | 0.0 | 0.0 |      | 0.0 | 0.0  |       | 0.0 | 0.0 | 0.0  | 0.0 | 1.0 | 0.0 | 0.0 | 0.0 | 0.0  |

## Galardones y récords
| Jugador/Entrenador | Galardón                           |
| Detlef Schrempf    | Mejor sexto hombre de la NBA       |
| Micheal Williams   | Mejor quinteto defensivo de la NBA |